# Leszkowy
Leszkowy (niem. Letzkau) – wieś w Polsce położona w województwie pomorskim, w powiecie gdańskim, w gminie Cedry Wielkie na obszarze Żuław Gdańskich. Wieś jest siedzibą sołectwa Leszkowy w którego skład wchodzi również miejscowość Leszkowy-Wybudowania.

## Historia
Wieś należąca do Żuław Steblewskich terytorium miasta Gdańska położona była w drugiej połowie XVI wieku w województwie pomorskim. 
Polska nazwa miejscowości została ustalona ostatecznie 22 sierpnia 1947 roku, kiedy w „Monitorze Polskim”  ogłoszono polską wersję nazwy wsi Leszkowy z wersją - Leszków lub leszkowski.
Do 1947 w pobliżu strażnicy wałowej przez kilka wieków funkcjonowała przeprawa promowa do Ostaszewa; prom poruszano ręcznie wzdłuż liny rozciągniętej między brzegami. W 1947 roku prom przeniesiono do Kiezmarka. Pozostał bruk prowadzący z wału. 
Szkołę we wsi uruchomiono w 1947 roku, początkowo dla 11 uczniów. Kierował nią Bruno Lange. W latach 1975–1998 miejscowość administracyjnie należała do województwa gdańskiego.

## Zabytki
Według rejestru zabytków NID na listę zabytków wpisane są:

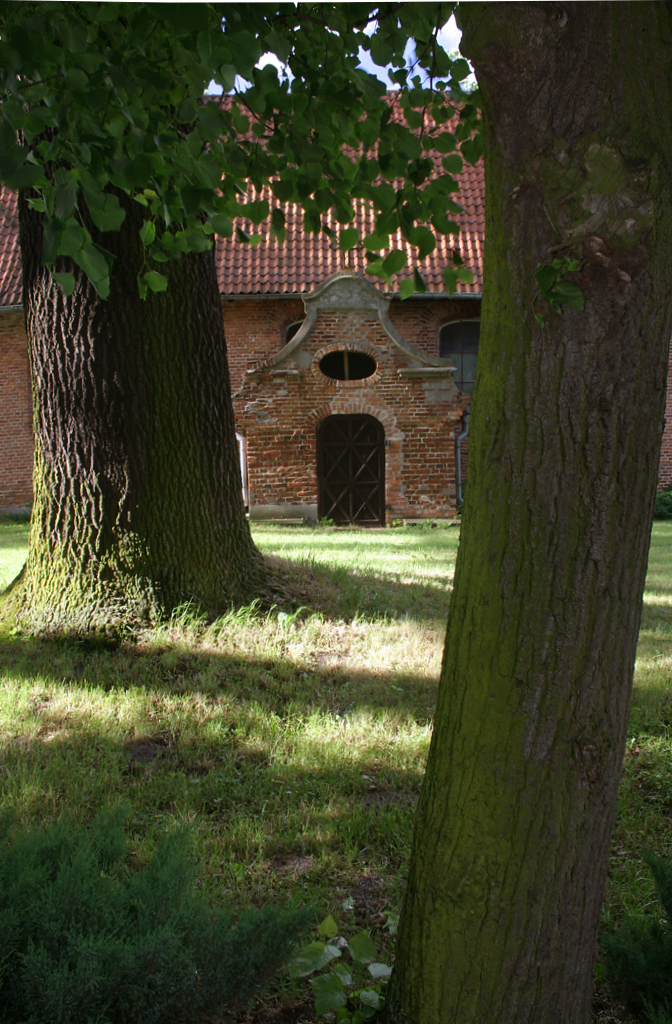
kościół filialny pw. św. Brata Alberta, XIV/XV, XVI, 2 poł. XIX w., 1970-80, nr rej.: A-1889 z 19.11.2012; czynny do 1945, następnie rozszabrowany; drewniane wyposażenie świątyni wykorzystano na opał, a witrażami wybito; zniszczeniu uległ również cmentarz z nagrobkami[5].
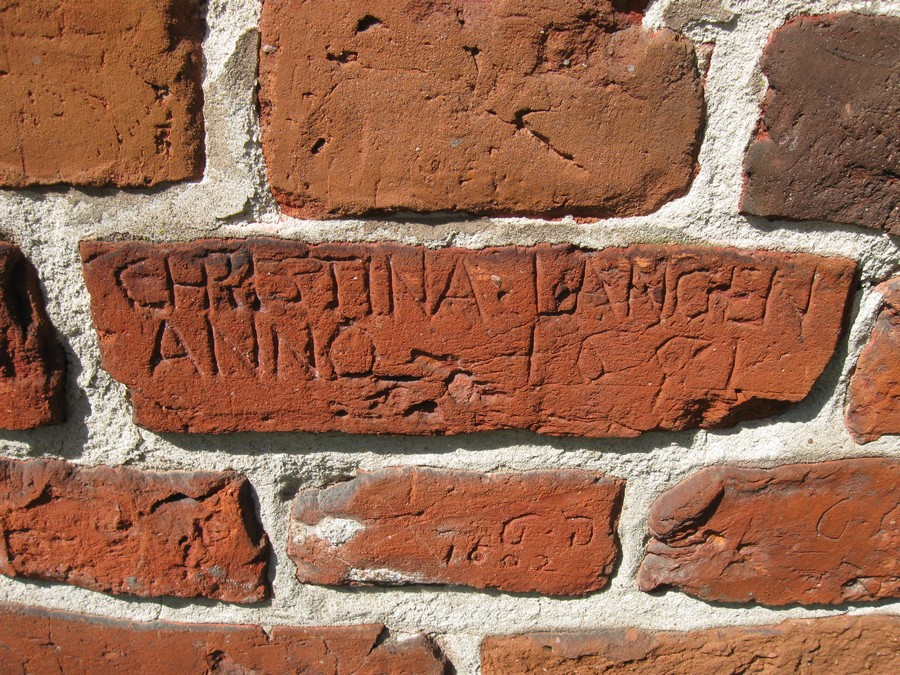
Cegła z muru kościoła z datą 1671 r.
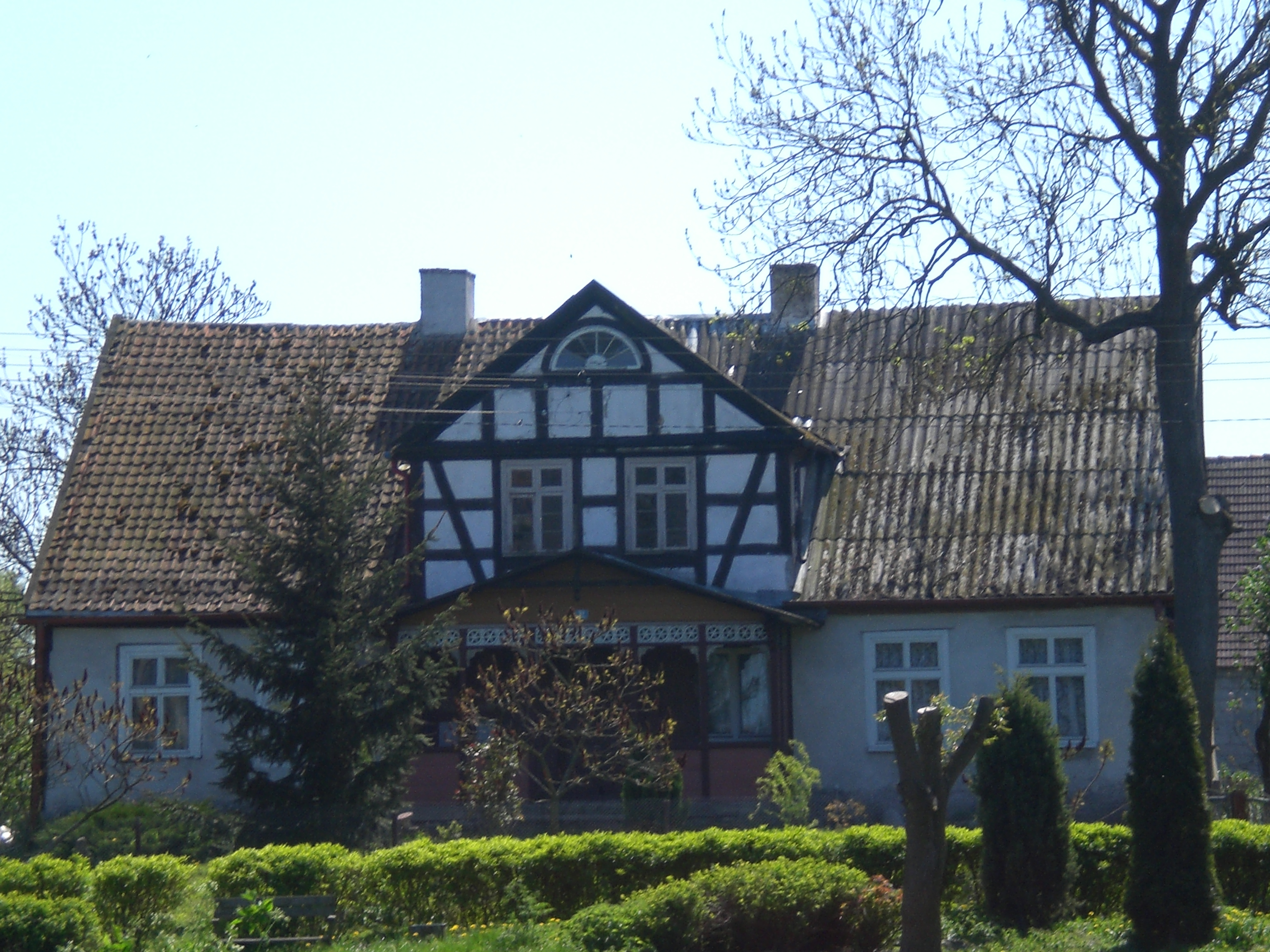
Jeden z domów
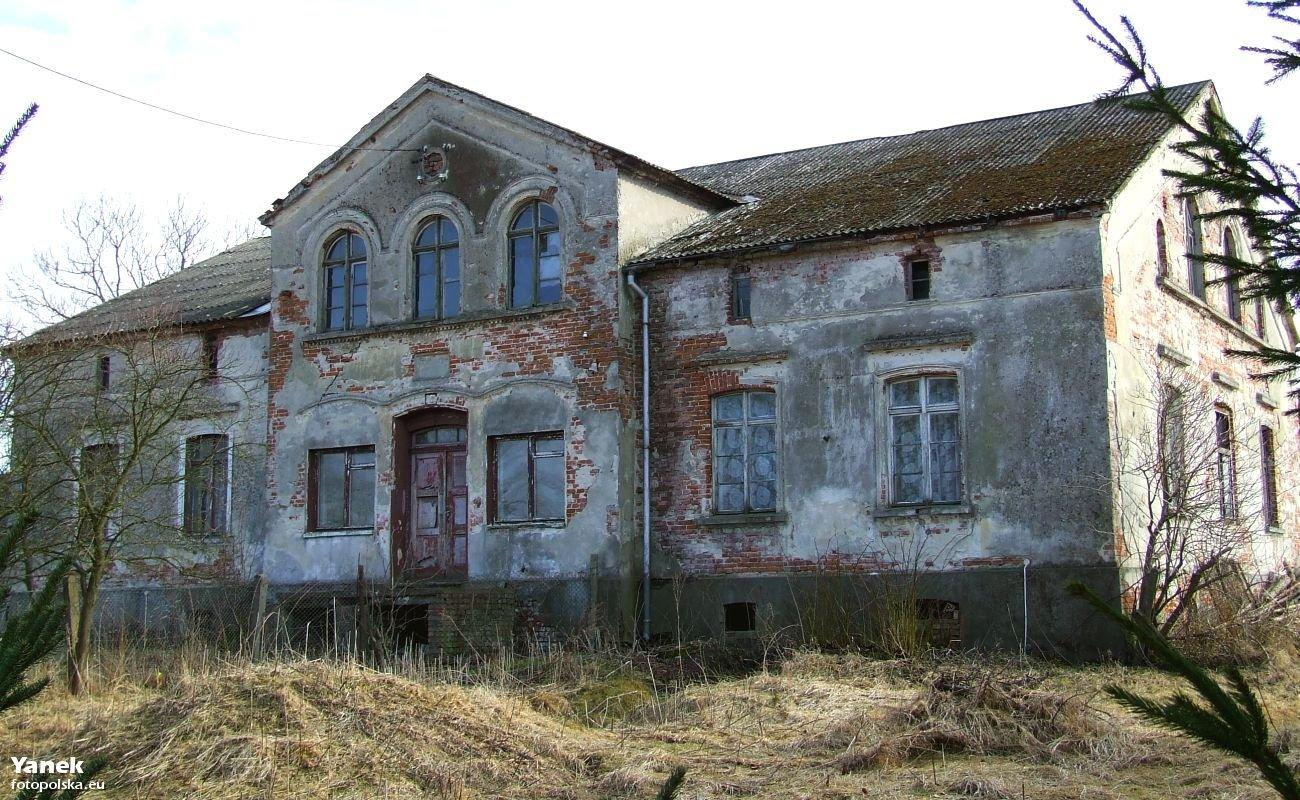
Dom nr 26
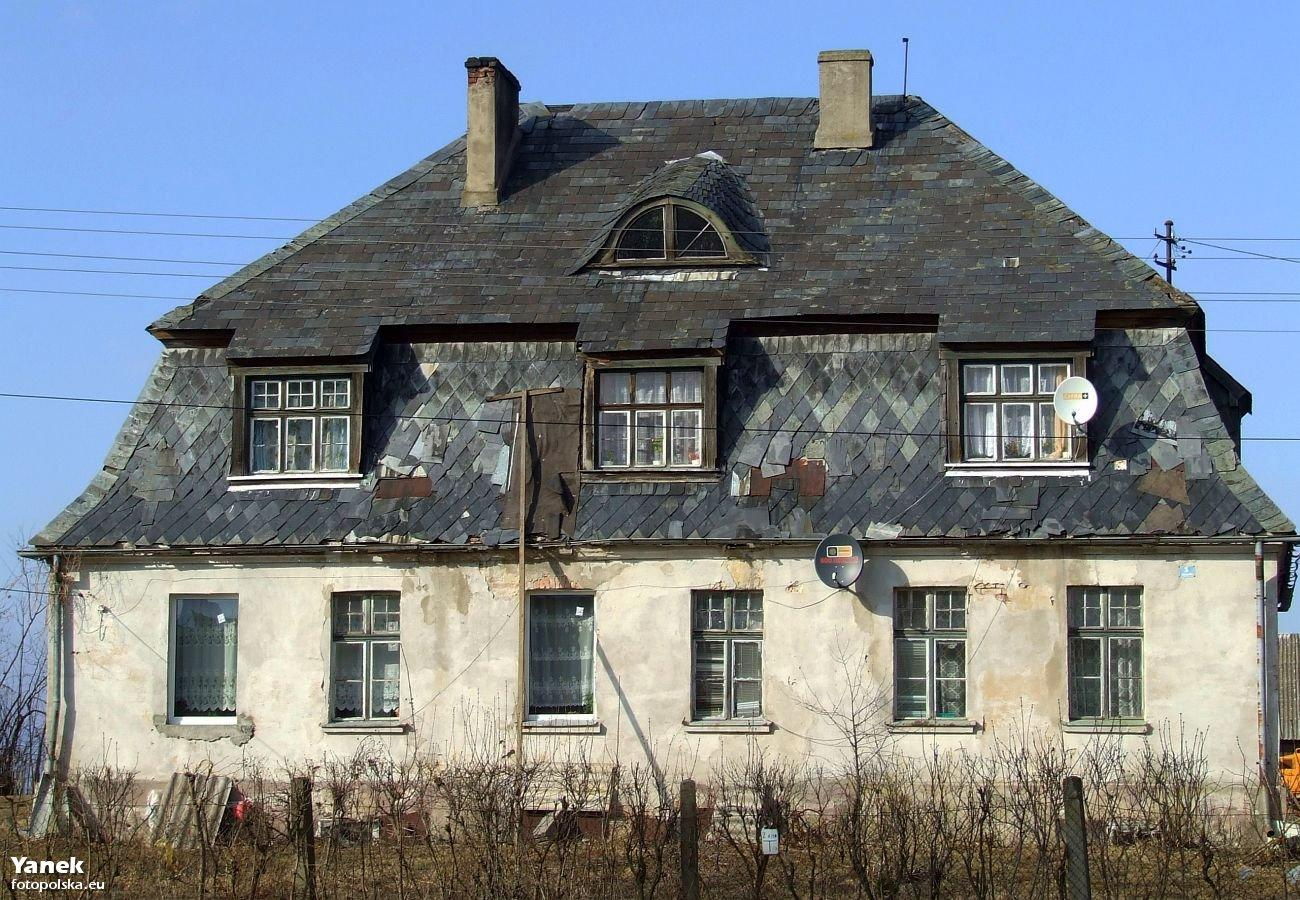
Dom nr 5

- dawny cmentarz przy kościele, nr rej.: j.w.